# Bibliothèque municipale de Kuopio
La Bibliothèque municipale de Kuopio (finnois : Kuopion kaupunginkirjasto) est une bibliothèque située dans le quartier de Vahtivuori à Kuopio en Finlande.

## Présentation
La bibliothèque municipale est  fondée en 1872.
Le bâtiment actuel de la bibliothèque principale, conçu par l'architecte Matti Hakala est construit en 1967. 
Auparavant, elle était située dans les mêmes locaux que le musée de Kuopio. 
En 2018, la bibliothèque municipale de Kuopio a compté près de 1,4 million de visites soit presque 140 000 fois plus que l'année précédente.
En 2018, la bibliothèque principale a reçu plus de 800 000 visites, les véhicules de la bibliothèque plus de 100 000 et les bibliothèques de proximité plus de 500 000 . 
Environ 25 000 personnes ont assisté aux activités et aux visites guidées de la bibliothèque municipale, et la bibliothèque assuré au total près de 2,1 millions de prêts.